# Didanu
Didanu (w transliteracji z pisma klinowego Di-da-a-nu, w transkrypcji Didānu) – król Asyrii, w Asyryjskiej liście królów wymieniony jako jeden z 17 królów, którzy mieszkali w namiotach.